# Roy Harris (linguiste)
Pour les articles homonymes, voir Harris.
Ne doit pas être confondu avec Roy Harris (compositeur).
Roy Harris (né le 24 février 1931 à Bristol et mort le 9 février 2015 à Oxford) est un linguiste anglais, ancien professeur de linguistique générale à l'université d'Oxford.
Élève au collège St Edmund Hall (Oxford), à l'École normale supérieure d'Ulm (1956-1957) et à l'université de Leicester, il a soutenu une thèse à l'université d'Oxford en 1958.
Il prône une approche « intégrationnelle » des signes et de la sémiologie,. Harris critique l'approche privilégiée de l'oral sur l'écrit et tente de prouver l'importance et l'influence de l'écriture sur la parole.

## Publications
Liste non exhaustive.
- Roy Harris, La Sémiologie de l'écriture, Paris, CNRS éditions, coll. « CNRS Langage », 1994, 377 p. (ISBN 2-271-05088-X)
- Roy Harris, Synonomy and Linguistic Analysis, Toronto, University of Toronto Press, coll. « Language and style series » (no 12), 1973, 166 p.
- Roy Harris, The Language-Makers, Cornell, Cornell Univ Press, 1980, 194 p. (ISBN 978-0-8014-1317-9)
- Roy Harris, The Language Myth, Londres, Duckworth, 1981, 212 p. (ISBN 978-0-7156-1659-8)
- Roy Harris, The Language Machine, Londres, Duckworth, 1987, 182 p. (ISBN 978-0-7156-2172-1)
- Roy Harris, The Linguistics of History, Édimbourg, Edinburgh University Press, 2004, 244 p. (ISBN 978-0-7486-1930-6)
- Roy Harris, Language and intelligence, Gamlingay, Authors Online Ltd, 2012, 144 p. (ISBN 978-0-7552-1544-7)